# Lemna
Lemna es un género de plantas acuáticas de libre flotación de la familia Araceae la cual incluye a las lentejas de agua. Estas últimas se han clasificado como una familia separada, las Lemnaceae, pero otros investigadores del Grupo para la Filogenia de las Angiospermas APG II las consideran parte de las Araceae.

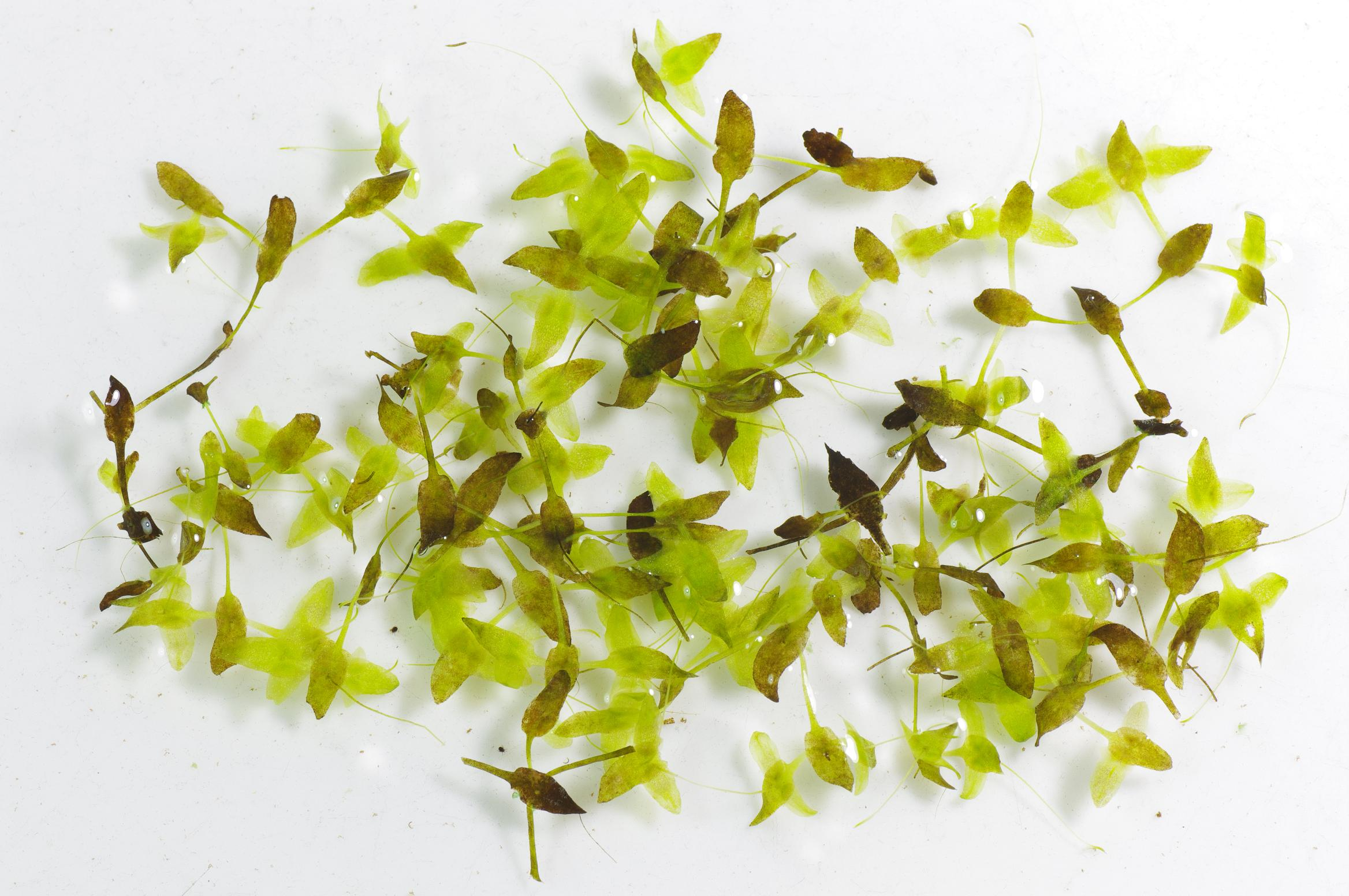
(Lemna trisulca)

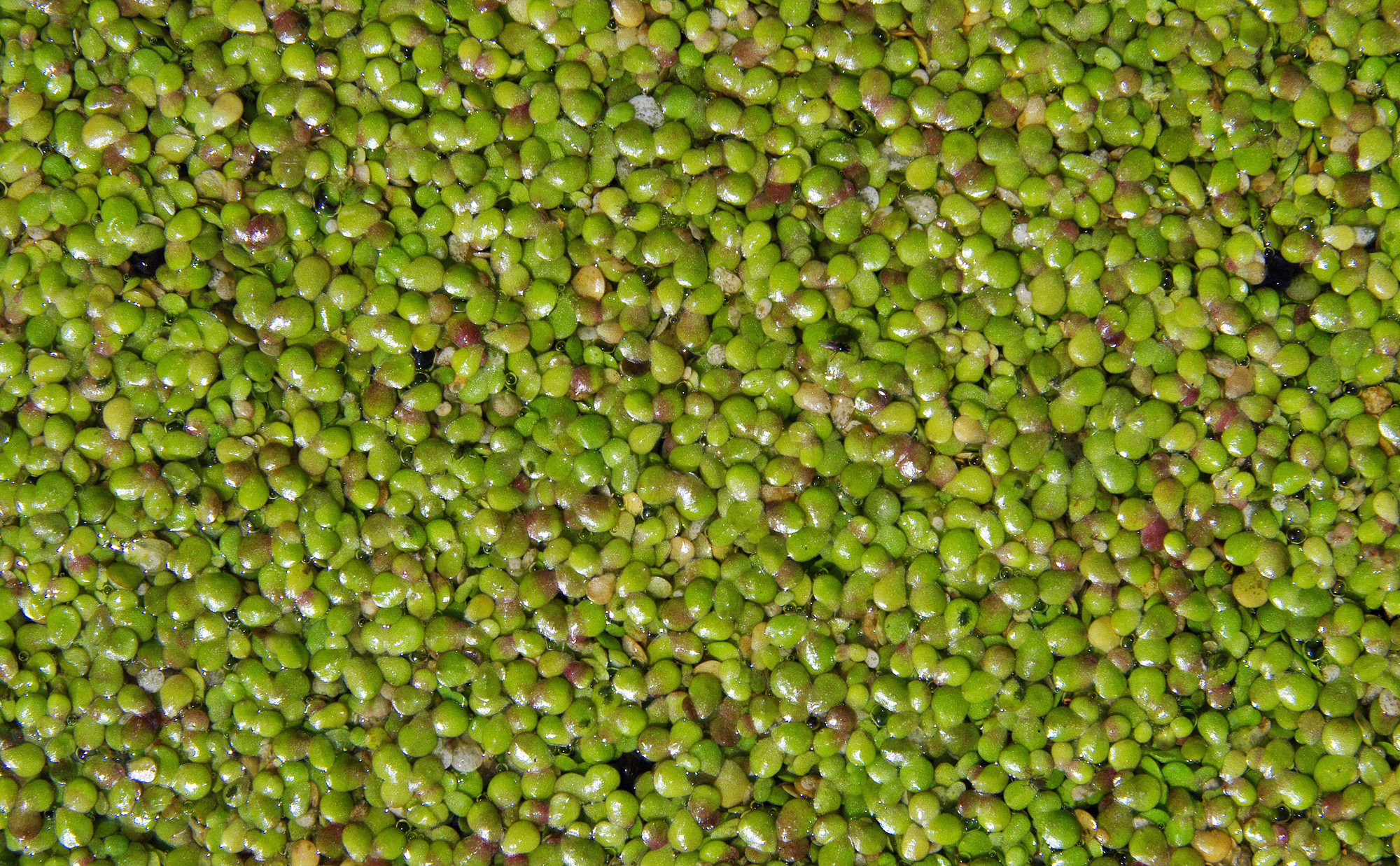
(Lemna gibba)

## Descripción
Flotando libremente en la superficie del agua, con hasta 4 frondes cohesionadas. Frondes membranáceas, planas, elípticas a lineares, simétricas o asimétricas, 1–5 mm de largo y 0.5–3 mm de ancho, redondeadas en el ápice, con 1–3 nervios y con 1–3 pápulas, sin puntos prominentes; raíz 1, con vaina lisa o alada; profilo ausente. Marsupios 2, laterales.
Tiene de 8 a 10% de fibra. Con manejo del fertilizante, el contenido proteico puede incrementarse al 45%. El alimento de la lenteja es un buen suplemento de la carne.

## Taxonomía
El género fue descrito por Carlos Linneo y publicado en Species Plantarum 2: 970. 1753. La especie tipo es: Lemna minor

## Especies
- Lemna gibba
- Lemna minuta
- Lemna minor
- Lemna trisulca

## Usos y aplicaciones

### Alimentación de peces
La Lemna sp en estado fresco ha sido utilizada con éxito para sustituir hasta en un 50% la cantidad de proteína procedentes de los alimentos convencionales (como la harina de pescado y la harina de soya) que son empleados en la formulación de alimentos para peces. En África, se ha empleado mezclas de alimento balanceado para peces y Lemna gibba que ha permitido disminuir los costos de producción de Tilapias en sistemas intensivos sin afectar el rendimiento. Y en Taiwán, la aplicación de Lemna sp fresca junto con alimento balanceado para peces ha demostrado ser adecuada en la producción de Tilapia del Nilo (Oreochromis nilóticus).

## Crecimiento excesivo y la eutrofización

### Caso del Lago de Maracaibo (Venezuela)
En el año 2004, se observó un crecimiento excesivo de Lemna en el Lago de Maracaibo que llegó a cubrir un 15% de su superficie total. El crecimiento de esta planta era tan excesivo que podía visualizarse a través de las imágenes del satélite MODIS proporcionadas por la Universidad del Sur de Florida. La presencia de Lemna en el lago ha sido reportada desde la década de los setenta, sin embargo, los estudios de identificación mostraron que la especie encontrada correspondía a Lemna Obscura, una especie originaria de Florida y considerada exótica en esta región que se sospecha fue introducida por las aves durante sus viajes de migración.
La explosión demográfica de Lemna obscura en el Lago de Maracaibo